# Staryj Czeriek
Staryj Czeriek (ros. Старый Черек) – wieś w Rosji, w Kabardo-Bałkarii, w rejonie urwańskim. W 2010 liczyła 6203 mieszkańców.

## Urodzeni
- Chasan Iwanow – radziecki wojskowy.